# جيريمي تايلر
جيريمي تايلر (بالإنجليزية: Jeremy Tyler)‏ مواليد 21 يونيو 1991 في سان دييغو، هو لاعب كرة سلة محترف أمريكي بدأ مسيرته الاحترافية في سنة 2009 حيث تم اختياره من قبل فريق شارلوت هورنتس خلال الدرافت، يلعب مع فريق فوجيان سترجيونز في الرابطة الصينية لكرة السلة كلاعب وسط ويحمل الرقم 8. يبلغ طوله 6 قدم 10 بوصة (2.1 م).

## فرق لعب لها
- غولدن ستايت ووريورز
- أتلانتا هوكس
- نيويورك نيكس
- شانشي بريف دراجونز

## إحصائيات المسيرة

### الموسم الاعتيادي
| السنة   | الفريق              | لعب | بدأ | دقيقة | ميداني% | ثلاثية | حرة  | ارتداد | صنع | استلاب | تصدي | نقطة |
| ------- | ------------------- | --- | --- | ----- | ------- | ------ | ---- | ------ | --- | ------ | ---- | ---- |
| 2011–12 | غولدن ستايت ووريورز | 42  | 23  | 13.5  | .421    | .000   | .558 | 3.3    | .4  | .4     | .5   | 4.9  |
| 2012–13 | غولدن ستايت ووريورز | 20  | 0   | 3.2   | .375    | .000   | .667 | .9     | .1  | .1     | .1   | 1.1  |
| 2012–13 | أتلانتا هوكس        | 1   | 0   | 5.0   | .000    | .000   | .000 | 3.0    | .0  | .0     | .0   | .0   |
| 2013–14 | نيويورك نيكس        | 17  | 0   | 10.4  | .556    | .000   | .588 | 3.4    | .2  | .2     | .5   | 4.7  |
| المسيرة |                     | 80  | 23  | 10.2  | .446    | .000   | .573 | 2.7    | .3  | .3     | .4   | 3.8  |

## روابط خارجية
- جيريمي تايلر على موقع إن بي أي (الإنجليزية)
- جيريمي تايلر على موقع الدوري التايواني الممتاز لكرة السلة (الصينية)
- جيريمي تايلر على موقع سبورتس رفرنس (الإنجليزية)
- جيريمي تايلر على موقع كرة السلة الأوروبية.كوم (الإنجليزية)
- جيريمي تايلر على موقع إي إس بي إن.كوم (الإنجليزية)
- جيريمي تايلر على موقع ريلجم (الإنجليزية)
- جيريمي تايلر على موقع بروبوليرز (الإنجليزية)
- جيريمي تايلر على موقع سبورتس رفرنس (الإنجليزية)
- جيريمي تايلر على موقع سبورتس رفرنس (الإنجليزية)